# Pedicia bellamyana
Pedicia bellamyana är en tvåvingeart som beskrevs av Alexander 1964. Pedicia bellamyana ingår i släktet Pedicia och familjen hårögonharkrankar. Inga underarter finns listade i Catalogue of Life.